# Club de Fútbol Correcaminos de la Universidad Autónoma de Tamaulipas
O Correcaminos de la Universidad Autonoma de Tamaulipas, também conhecido como  Correcaminos UAT, é um clube mexicano de futebol da cidade de Ciudad Victoria, Tamaulipas.

## História
O clube foi fundado em 1982 e representa a Universidad Autónoma de Tamaulipas, assim como a cidade de Ciudad Victoria. O clube ingressou na Segunda División de México em 1982 e jogou no campeonato 1982-83. No torneio de 1986-87, o clube alcançou a final do campeonato contra a Universidad Autónoma de Querétaro, tendo que jogar um jogo decisivo no Estádio Azteca, onde o clube finalmente conseguiu vencer a U. A. Querétaro nos pênaltis.

## Títulos
Nacionais
- Liga de Ascenso: 2011 (Apertura)
- Segunda División de México: 1986–87